# Голубянка ореада
Голубянка ореада, или голубянка ореас (лат. Celastrina oreas) — бабочка из семейства голубянки. Раннее относилась к отдельно выделяемому олиготипному роду Maslowskia и к роду Neolycaena.

## Название
Вид назван по имени горных нимф ореад (лат. Orēas от др.-греч. Ὀρειάς от др.-греч. ὄρος — гора).

## Описание

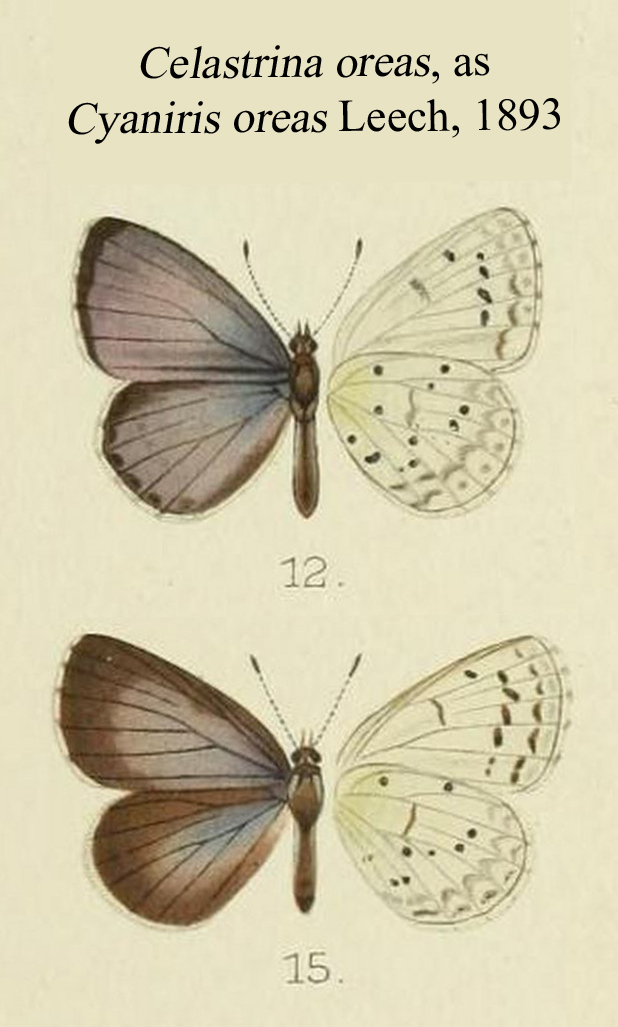
Иллюстрация самца и самки в монографии Джона Генри Лича «Butterflies from China, Japan & Korea», 1893

Длина переднего крыла 15—17 мм. Размах крыльев около 30—32 мм. Окраска самца на верхней стороне крыльев — фиолетово-голубая с узким чёрным краем не уже 1,5—2 мм. Самки сверху серовато-бурые с сине-фиолетовым металлическим пятном на передних крыльях и с более широкой чёрной краевой каймой, расширенной, расширенной близ вершины крыла, продолжающейся вдоль костального края. Нижняя сторона крыльев у обоих полов пепельно-серая, с голубым налетом у корней крыльев. На нижней стороне передних и задних крыльев хорошо выражен чёрный рисунок (менее яркий по сравнению с близкородственной голубянкой Филипьева): дискальные штрихи, латеральный, а и иногда подкраевой ряд чёрных точек.
Гусеница белёсая с узкой коричневой спинной линией, по бокам от которой обычно расположены две ещё более узкие тёмные линии. Тело покрыто светлыми волосками, по краям спины они более длинные, в виде бахромы.
Куколка длиной около 9—10 мм, покрыта редкими светлыми волосками. Её головной конец и зачатки крыльев дымчатые в крапинках тёмно-бурого цвета, брюшко кремовое.

## Ареал
Встречается на Дальнем Востоке в местах произрастания кормового растения на юге юг Приморья, в Северо-Восточном Китае и на Корейском полуострове.

## Местообитания
Встречается в долинных широколиственных и смешанных лесах и кустарниковых зарослях, по берегам рек на песчано-галечниковых наносах.

## Время лёта
Лет бабочек со второй декады июня по первую декаду августа. Предположительно одно поколение в год.

## Размножение
Самки откладывают яйца по 1, реже — 2—3, на тонкие веточки крупных кустарников кормового растения, на молодых растениях — по всему стволу. Зимуют яйца.

## Кормовые растения
Монофаг. Кормовое растение гусениц — кустарник принсепия китайская (Prinsepia sinensis) из семейства Розовые, занесённый в Красную Книгу России со статусом редкости 2 — сокращающийся в численности.

## Численность
Основные лимитирующие факторы общие для вида и его кормового растения: места произрастания последнего сократились от вырубки и выпаса скота.

## Замечания по охране
Вид занесён в Красную книгу России 2001 (как Neolycaena oreas) и 2021 гг. (I категория — находящийся под угрозой исчезновения вид). Охраняется в Уссурийском заповеднике, где в разное время и в разных участках высаживались кусты принсепии, на которых сейчас и развивается эта голубянка. Однако за состоянием этих посадок необходим контроль, так как они могут исчезнуть, вытесненные другими растениями.